# Faide royale
- Meurtre de Galswinthe (568)
- Assassinat de Sigebert Ier (575)
- Assassinat de Chilpéric Ier (584)
- Meurtre de Gondovald (585)
- Signature du traité d'Andelot (587)
- Exécution de Brunehaut (613).

Batailles
La faide royale est le nom donné au conflit fratricide entre les rois des Francs Sigebert Ier et Chilpéric Ier, ainsi qu'entre leurs épouses respectives Brunehaut et Frédégonde. Débutant en 561, à la mort de Clotaire Ier, cette guerre civile entre Mérovingiens se termine en 613 avec la reconquête par Clotaire II de tout le royaume des Francs,.

## Contexte
Fin 561, le roi Clotaire Ier mourut en laissant quatre fils qui se partagèrent l'héritage. Trois d'entre eux – Caribert, Gontran et Sigebert – étaient des fils de son mariage avec Ingonde, le quatrième, Chilpéric, était issu du mariage de Clotaire avec la sœur d'Ingonde, Arégonde. Caribert reçut la partie du royaume dont la capitale était Paris, Gontran celle dont la capitale était Orléans, Sigebert celle dont la capitale était Reims et Chilpéric celle dont la capitale était Soissons. Alors que les fils d'Ingonde reçurent des parts à peu près équivalentes lors du partage, le territoire de Chilpéric fut plus petit. Chilpéric était considéré par Clotaire comme son fils préféré, ce qui lui donnait droit à une position prioritaire lors du règlement de la succession. C'est pourquoi il a tenté de s'approprier le trésor public avant le partage du royaume et d'augmenter sa part par la force par la suite.

## Histoire

### Guerres deChilpéricIer(568–584)

#### Guerre pour l'héritage de Galswinthe
Lorsque Caribert mourut sans héritier en 567, les trois frères survivants parvinrent à se mettre d'accord sur le partage de la succession de Caribert, mais un conflit familial créa de nouvelles tensions. Au printemps 566, Sigebert avait épousé Brunehaut, une fille du roi wisigoth Athanagilde, et l'année suivante, Chilpéric avait pris pour épouse la sœur de cette dernière, Galswinthe, et lui avait donné en dot les villes de Bordeaux, Cahors, Limoges, Béarn et Bigorre. Cependant, en 568, elle fut assassinée à l'instigation de la concubine de Chilpéric, Frédégonde, et Chilpéric fit d'elle sa femme. Cet événement aggrava l'opposition qui existait depuis longtemps entre Sigebert et Chilpéric. La médiation de Gontran, pour laquelle il convoqua un malberg qui imposa un wergeld à Chilpéric, échoua finalement. En 573, Chilpéric chargea son troisième fils, Clovis, de lever une armée à Angers. De là, celui-ci occupa Tours et Poitiers. Chilpéric considérait ces villes comme un remplacement adéquat du Béarn et de la Bigorre et voulait également s'emparer des trois autres villes. Mais Gontran envoya son habile général Mummolus, qui mit son armée en marche depuis Chalons. Mummolus a d'abord pris Tours d'assaut, puis s'est tourné vers Poitiers. C'est là qu'il rencontra les généraux de Clovis, à la tête d'unités de volontaires. Siger était d'origine franque, Basilius d'origine romaine.

#### Guerre entre Chilpéric et Gontran
Chilpéric occupe alors une grande partie du territoire de Sigebert, ce qui provoque l'intervention de Gontran qui, d'une part, se bat contre Chilpéric en Aquitaine en 576 et, d'autre part, adopte en 577 le fils mineur de Sigebert, Childebert II, et le désigne comme son héritier, car il n'a plus de descendance mâle après la mort de ses quatre fils. Childebert passa sous la régence de nobles francs qui réussirent à sauver la part de son père de 561 (époque à laquelle le nom d'Austrasie apparut). Un coup d'état en Austrasie, qui priva Brunehaut de son pouvoir, conduisit en 581 à une entente entre Childebert et Chilpéric contre Gontran, qui donna à Chilpéric les mains libres pour s'approprier les biens de Gontran en Aquitaine.
Deux ans plus tard, Chilpéric se retrouva seul contre Gontran lors de sa grande attaque, car une contre-révolution des partisans de Brunehaut réussit à Reims et conduisit à un changement de politique en Austrasie du côté de Gontran. Cependant, la nouvelle alliance n'a plus été mise en œuvre, d'une part en raison de perturbations de la politique extérieure (l'empereur romain d'Orient Maurice a exigé des engagements d'alliance, que les Francs ont également respectés), d'autre part en raison de l'assassinat de Chilpéric à l'automne 584, probablement dans le cadre d'une conspiration de la noblesse dont le cœur se trouvait en Austrasie.

### Entente entre Gontran etChildebertII(584–596)

Le royaume d'Aquitaine formé par Gondovald entre 584 et 585.

La mort de Chilpéric provoqua l'effondrement de son empire ; contrairement à la situation en Austrasie après la mort de Sigebert, les grands du royaume n'étaient pas prêts à assurer la continuité. Au sud, l'usurpateur Gondovald se souleva. Frédégonde dut se mettre sous la protection de Gontran avec son fils Clotaire II, né quelques mois auparavant. Clotaire était le seul héritier de Chilpéric, les fils aînés de ce dernier étant déjà morts (ceux de son premier mariage avec Audovère en partie assassinés sur ordre de Frédégonde). Gontran s'installe alors à Paris et prend en charge la régence de la partie du royaume de Clotaire que l'on appelle alors Neustrie. Il associa son neveu austrasien à sa politique en le confirmant comme son héritier, et vainquit et tua l'usurpateur Gondovald l'année suivante.
La seule situation critique était désormais celle de la cour de Reims, où Childebert II, désormais adulte, avait eu deux fils successifs : Thibert II (585) et Thierry II (587), ce qui, aux yeux d'un groupe de nobles, ouvrait la possibilité d'une nouvelle régence. Le complot d'assassinat fut découvert ; après sa répression, la famille royale se rapprocha étroitement et, le 28 novembre 587, le traité d'Andelot mit fin aux divergences restantes.
La paix dura jusqu'à la mort de Gontran le 28 mars 592. Comme prévu, Childebert reçut l'héritage et commença immédiatement à soumettre la Neustrie qui n'était pas encore sous sa domination. Cette fois encore, ce sont des influences extérieures (révoltes des Bretons et des Warnes) qui retardèrent l'exécution jusqu'à ce qu'il meure subitement en mars 596, une mort violente étant là aussi tout à fait possible.

### Conflit entreClotaireII,ThibertII,ThierryII(596–613)
A l'instigation de Brunehaut, le maire du palais de Bourgogne, Bertoald, devait inspecter des résidences le long de la Seine. Clotaire II ressentit cela comme une provocation et envoya son fils Mérovée et son maire du palais Landéric avec une armée pour assiéger les trois cents hommes de Bertoald près d'Orléans. A Noël 604, Thierry II intervint avec son armée principale et réussit à chasser les Neustriens et même à prendre Paris.

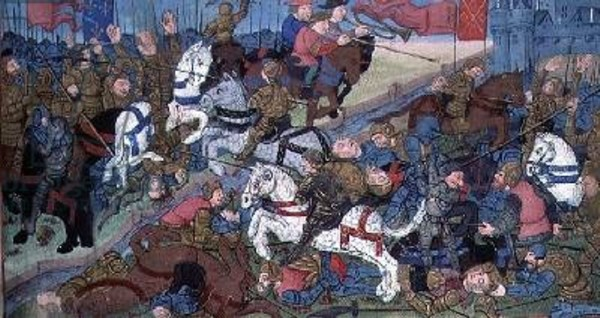
Guerre entre Thierry II (roi) et Thibert II en 612. (Grandes Chroniques de France, XVe siècle).

En Austrasie et en Bourgogne, Thibert II et Thierry II, âgés respectivement de 11 et 9 ans, sont élevés au rang de rois sous la régence de leur grand-mère Brunehaut ; un partage du royaume est effectué, Thibert s'installant à Metz et Thierry à Metz. Thierry reçut la Bourgogne et s'installa finalement à Chalon-sur-Saône. Après la mort de Frédégonde (597), ils s'attaquèrent ensemble à leur cousin de Neustrie, à peine plus âgé, qui subit en 600 une nette défaite à Dormelles (au sud de Montereau), à la suite de laquelle sa domination fut limitée à quelques comtés autour de Rouen, Beauvais et Amiens.
Mais l'alliance des frères ne dura pas longtemps, un conflit frontalier éclata en 604, une guerre put encore être évitée en 605, mais les deux frères cherchèrent des alliés dans les années qui suivirent. En 610, une rencontre eut lieu dans le palatinat de Seltz, à laquelle Thibert se présenta avec une armée et put ainsi s'imposer. En 611, Thibert dut entrer en campagne contre les Avars, ce dont Thierry profita en 612 pour devenir à son tour offensif. Il réussit à battre son frère à Toul, puis à Tolbiac. Thibert et ses fils furent faits prisonniers et tués ; Mérovée, qui venait de naître, fut écrasé contre un rocher. Thierry ne put cependant pas profiter de sa victoire, car il mourut l'année suivante à Metz à l'âge de 25 ans.

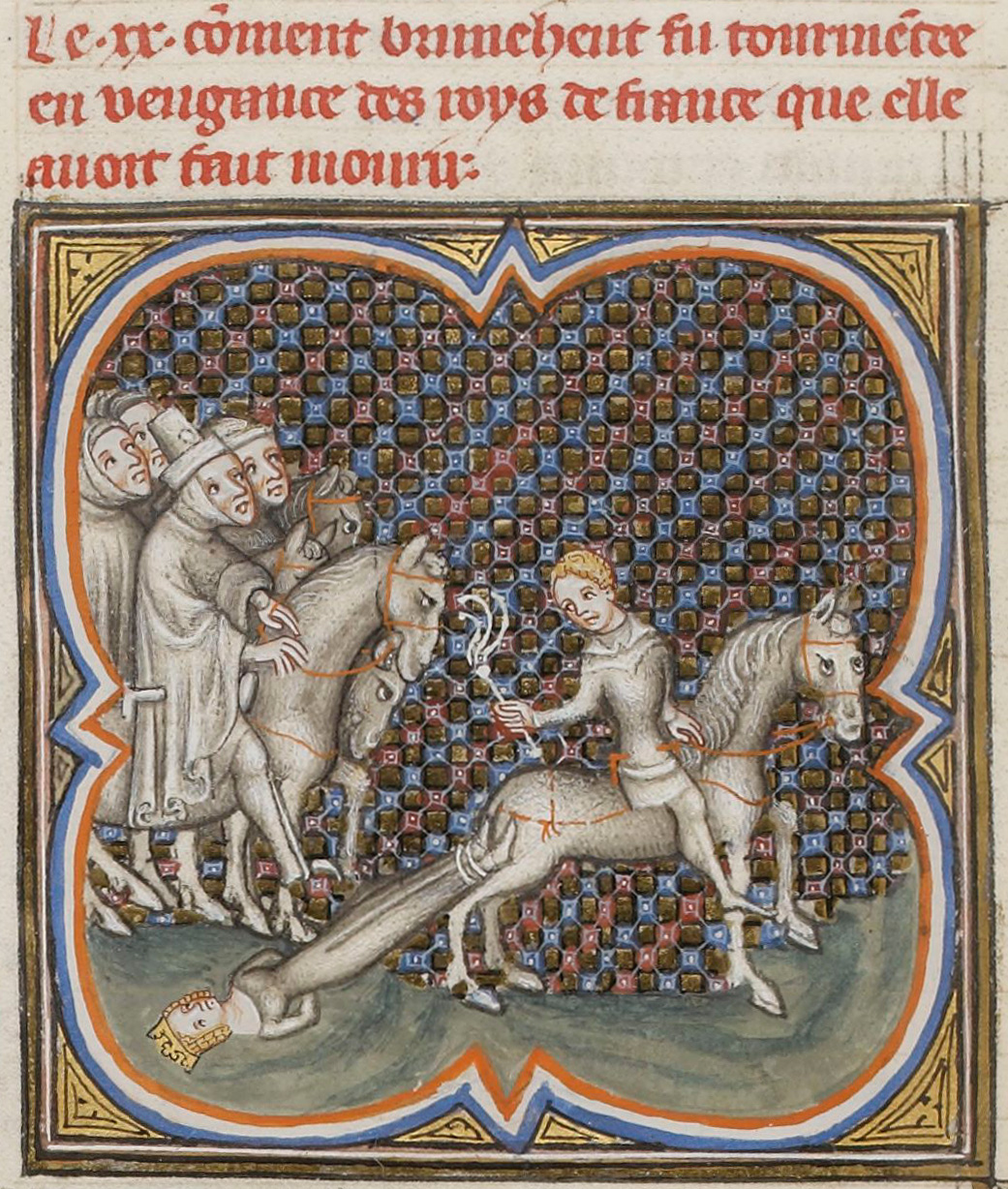
Mise à mort de la reine Brunehaut.
(Grandes Chroniques de France, vers 1375 – 1380. Paris, BnF, département des manuscrits, ms. Français 2 813,)

Brunehaut réagit immédiatement et fit élever son arrière-petit-fils Sigebert II, un fils de Thierry, au rang de roi afin d'assumer elle-même la régence. Mais la noblesse austrasienne n'était pas disposée à accepter cela. Elle se rallia immédiatement à Clotaire II, la noblesse bourguignonne ne le fit que lorsqu'elle se retrouva face à l'adversaire neustrien à Châlons-sur-Marne. Le maire du palais de Bourgogne arrêta Brunehaut à Orbe, près de Neuchâtel, et la livra à Clotaire. Clotaire la fit torturer et traîner à mort par un cheval. Deux des quatre fils de Thierry II furent également tués ; seul le plus jeune, Mérovée, fut épargné par Clotaire en tant que son propre filleul, tandis que le second, Childebert, réussit à s'enfuir ; mais on n'a plus jamais entendu parler de ces deux enfants.
Le partage du royaume de 561 prit donc fin après presque cinquante ans de guerre. Les principaux protagonistes étaient tous morts, la plupart du temps tués de la main ou sur ordre de membres de leur famille. Le survivant, Clotaire II, n'eut pas besoin de porter un coup d'épée et put se contenter de recueillir l'héritage.
Bien que les guerres civiles se soient terminées par la réunification de l'ensemble du royaume, le résultat final fut un renforcement de la noblesse, à laquelle  Clotaire II devait son succès, et une défaite de l'idée de centralisme et de royauté puissante défendue par Brunehaut. L'avènement d'enfants-rois dans toutes les parties du royaume contribua à cette évolution, rendant nécessaires des régences.
- Évolution du territoire des royaumes francs pendant la faide royale

"Évolution
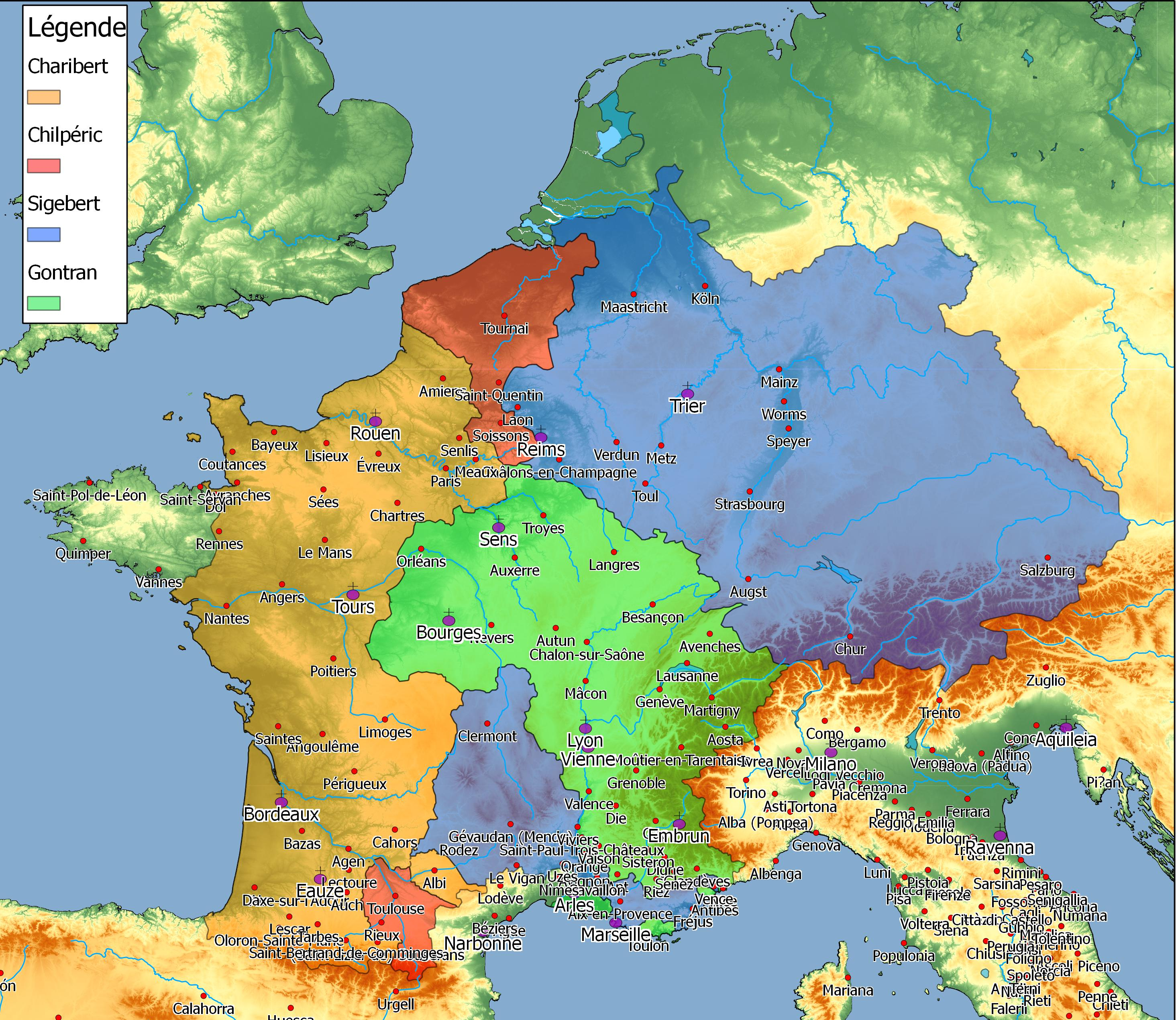
La division du royaume en 561.
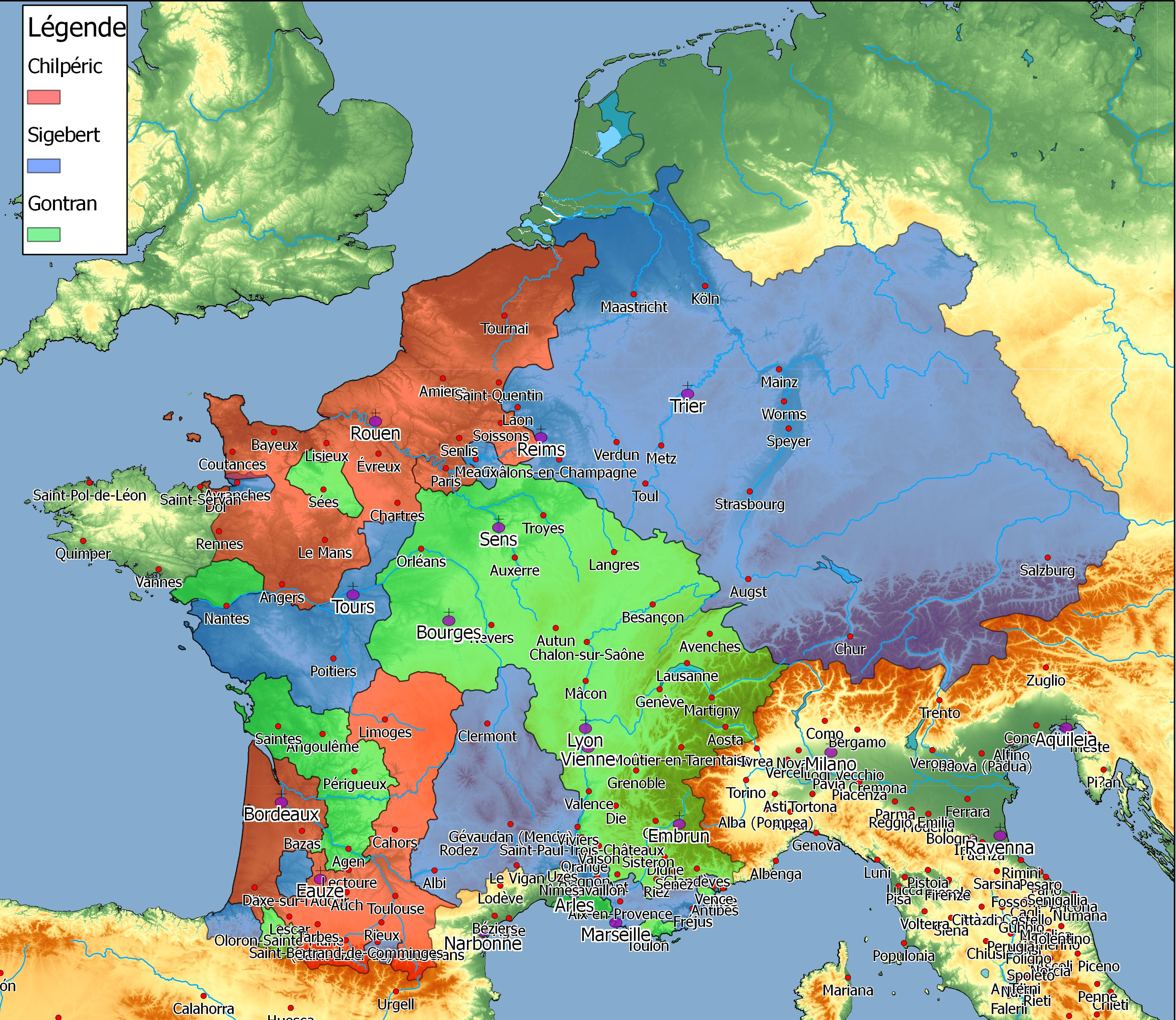
Le royaume des Francs en 567.
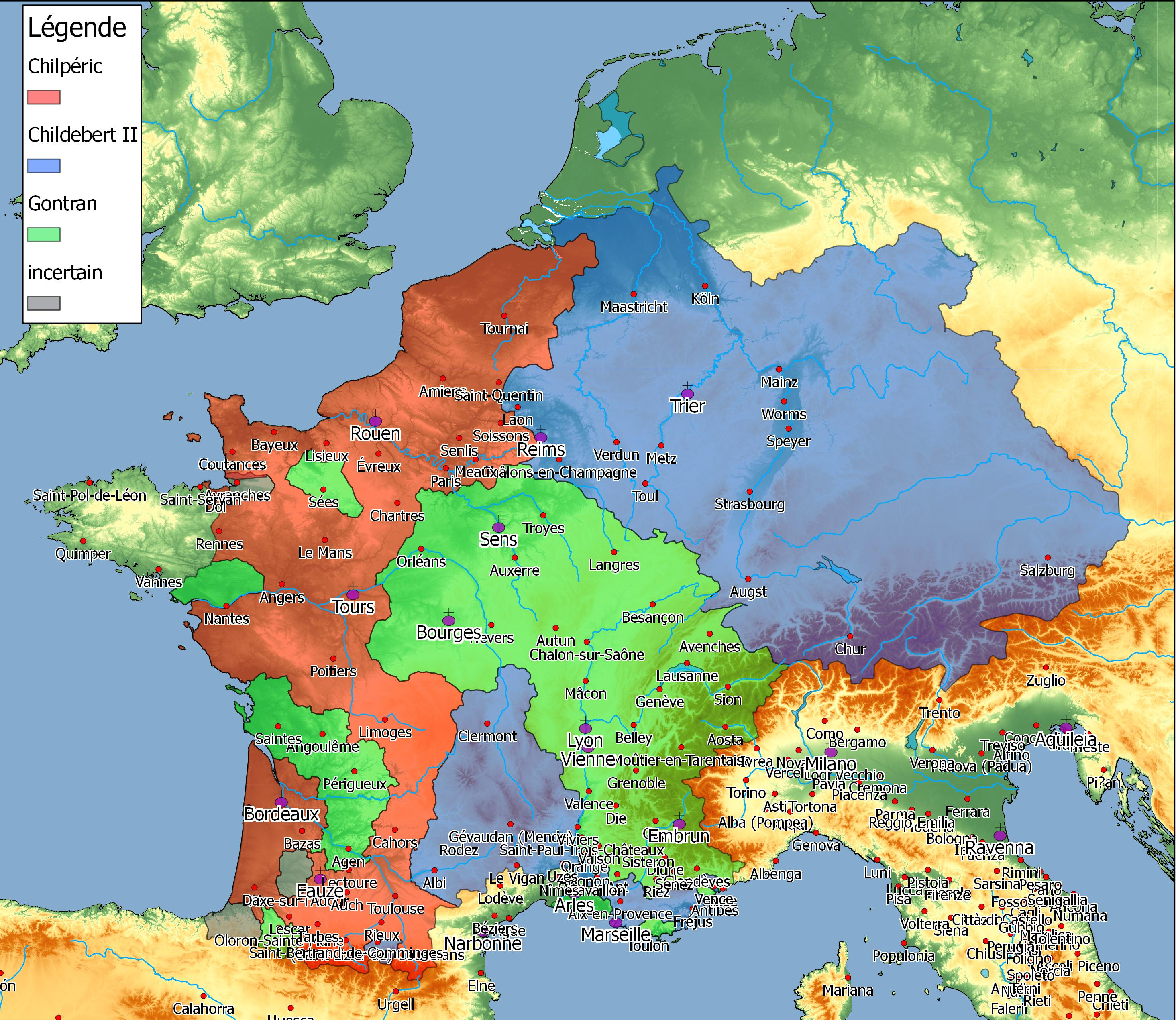
Le royaume des Francs en 577.
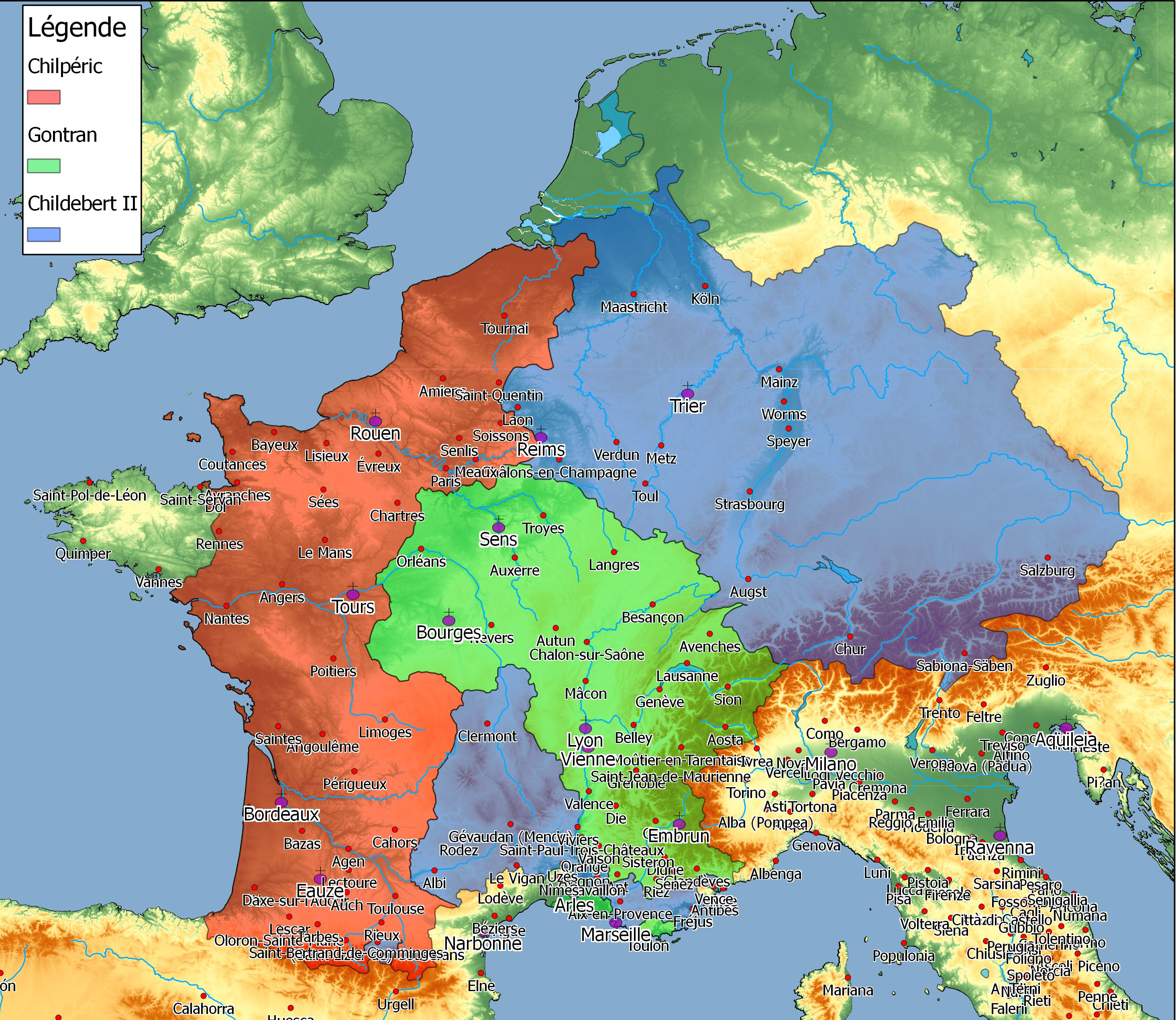
Le royaume des Francs en 581.
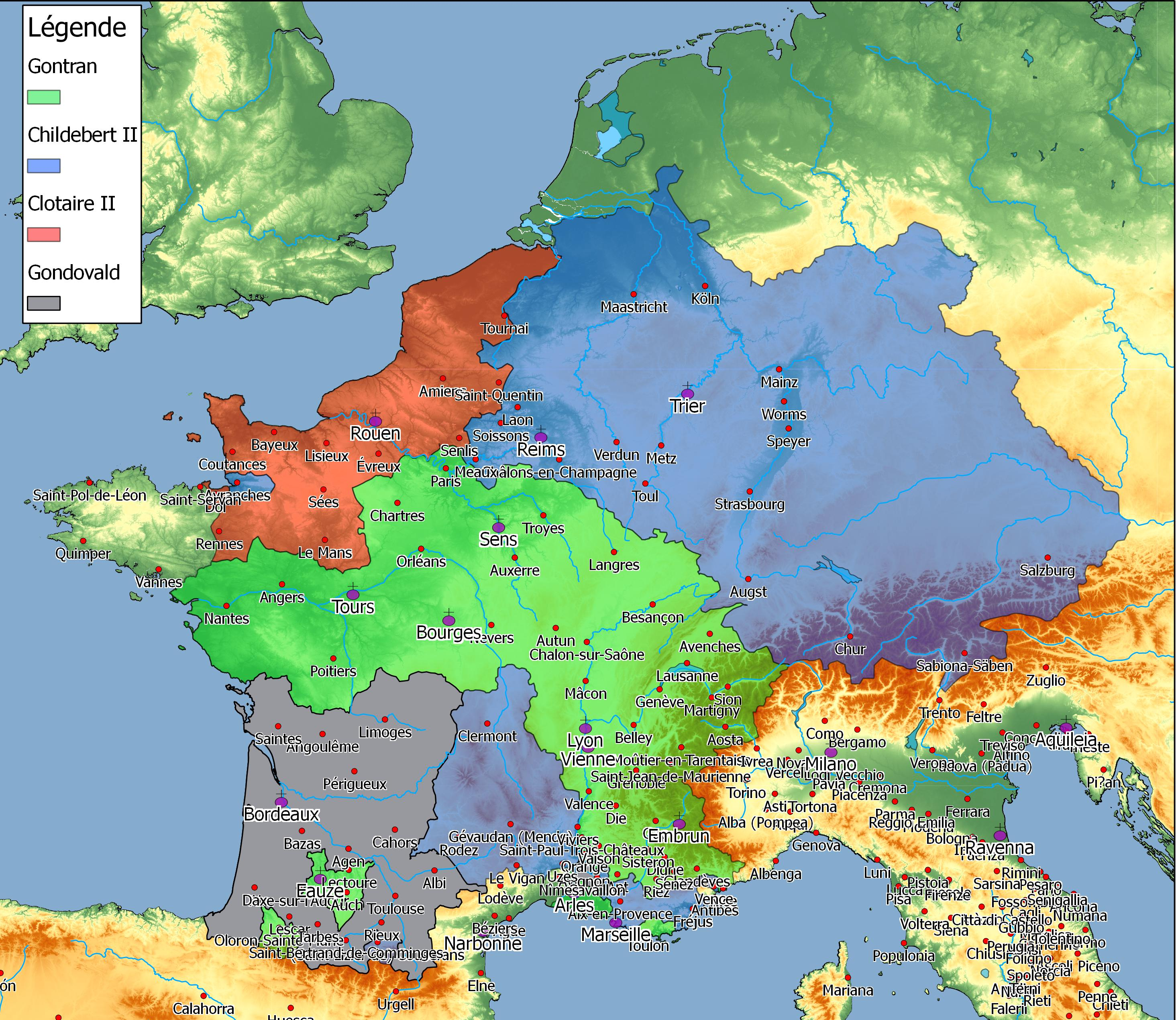
Le royaume des Francs en 584.
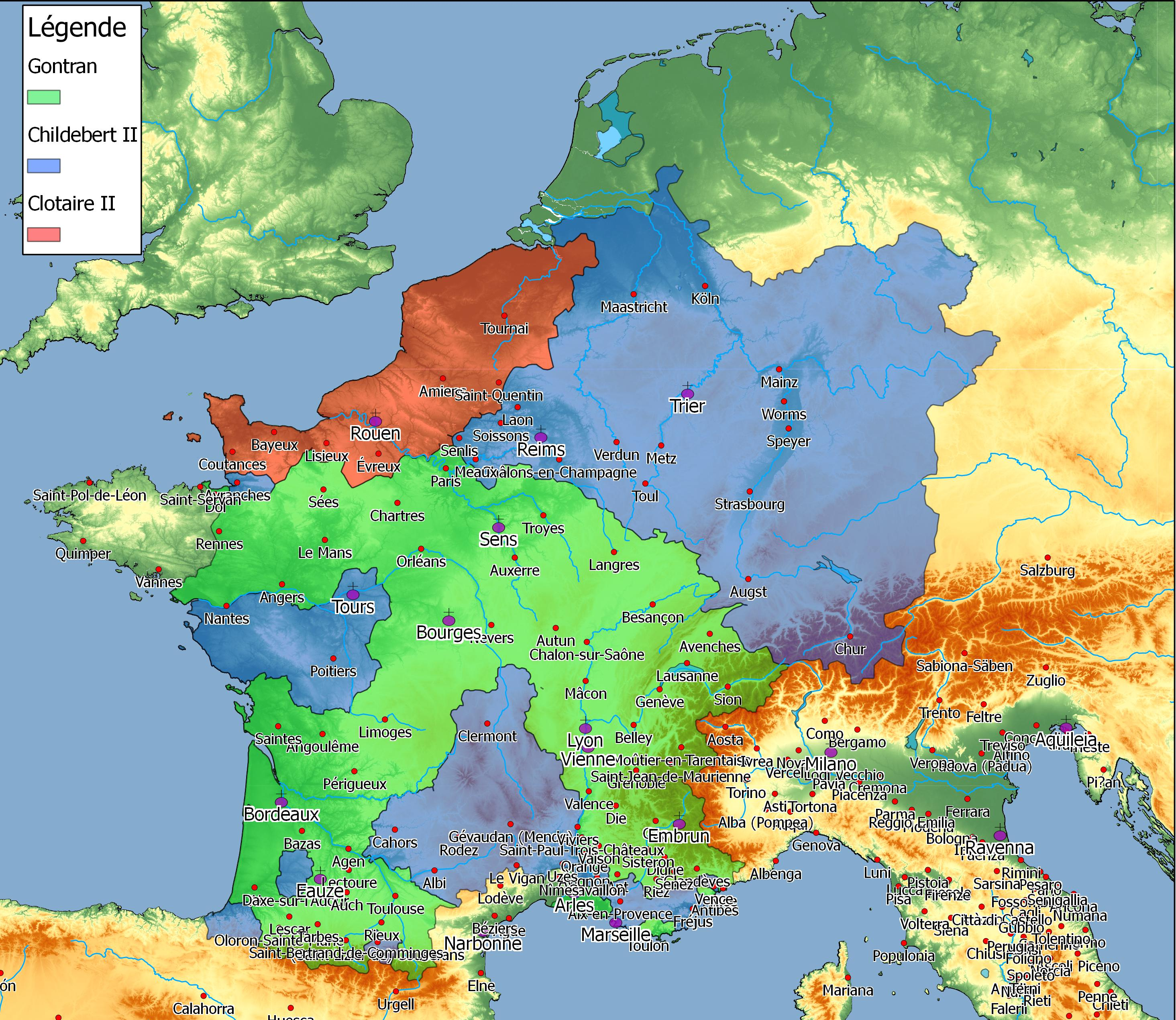
Le royaume des Francs en 587.
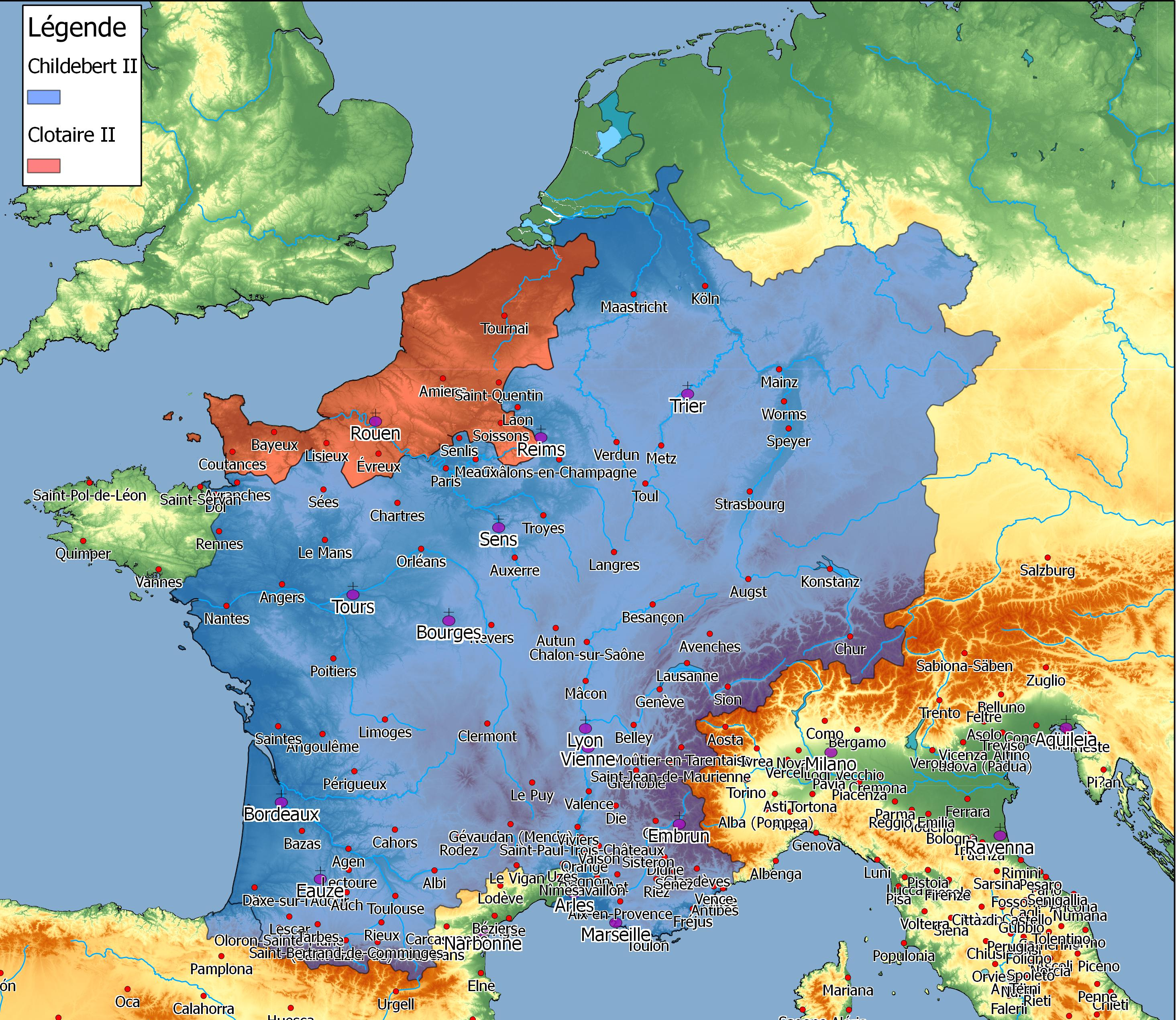
Le royaume des Francs en 592.
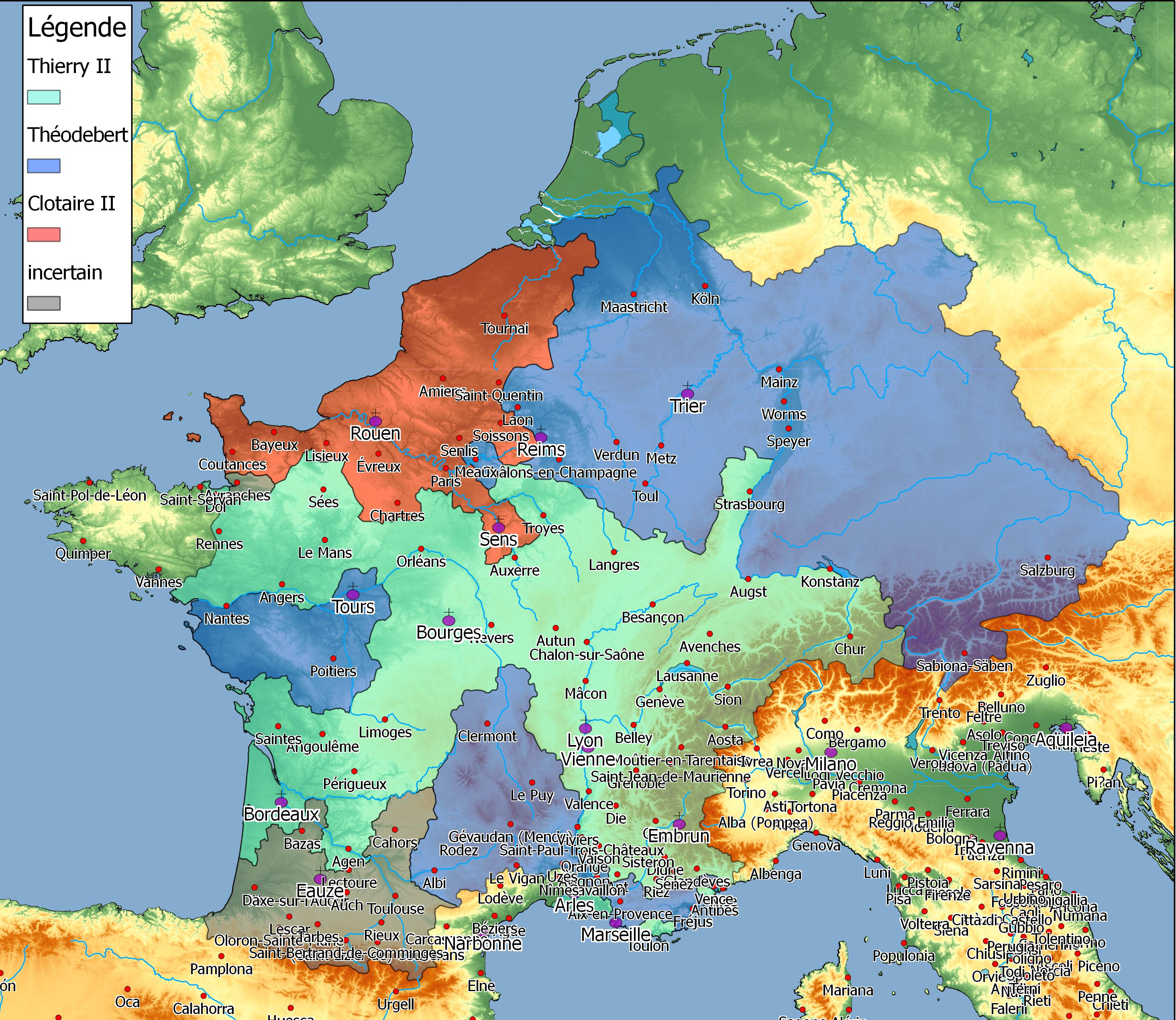
Le royaume des Francs en 596.
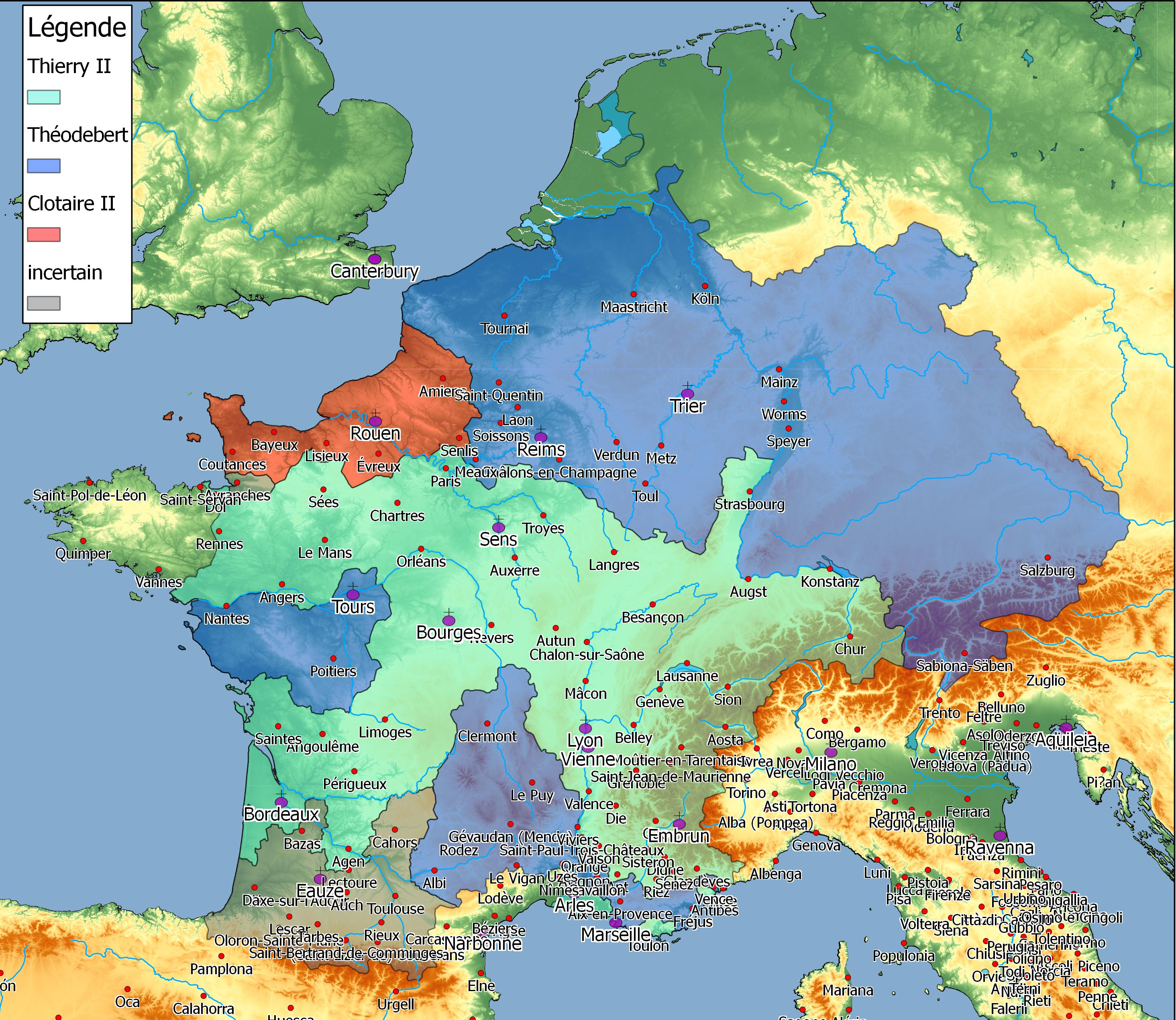
Le royaume des Francs en 600.
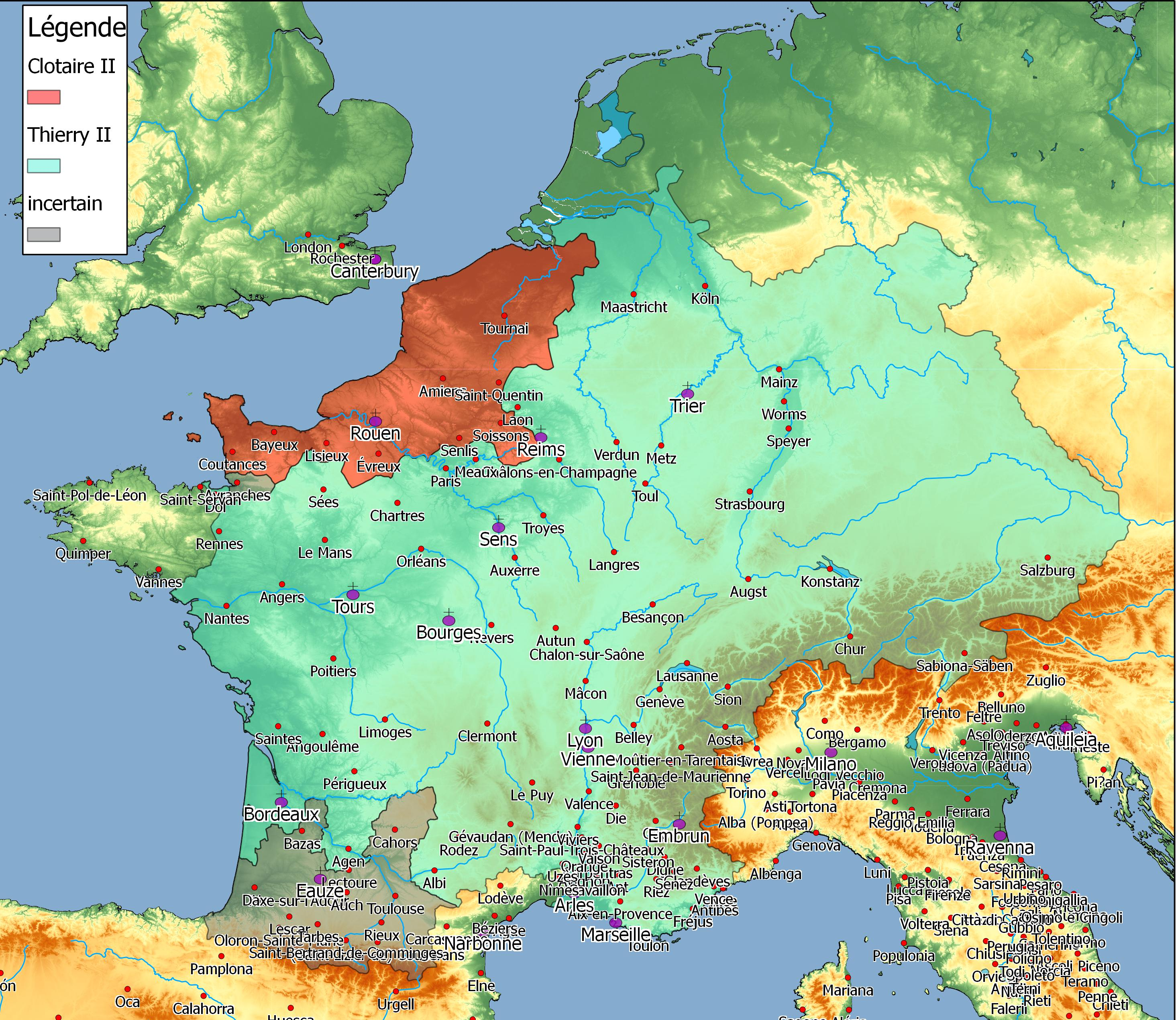
Le royaume des Francs en 612.

## Continuité

### Querelles pour le trône (675–677)
En 675, Childéric II, roi de toutes les parties du royaume, est victime d'une conspiration de nobles de Neustrie. Wulfoald (maire de la Neustrie et de l'Austrasie) dut s'enfuir en Austrasie pour échapper au pouvoir grandissant d'Ébroïn (maire du royaume de Bourgogne). Une fois sur place, il proclama avec les grands du royaume le fils du roi Dagobert II comme nouveau roi. Ébroïn voulait cependant voir Clovis III, un fils prétendu de Clotaire III, sur le trône. Une escorte de l'évêque anglo-saxon Wilfrid d'York ramena Dagobert sain et sauf en Austrasie en 676 après son exil en Irlande. À la suite de la confusion qui suivit le régicide et la mort de deux prétendants au trône, une guerre frontalière éclata entre les deux parties de l'empire, qui dura jusqu'en 677. Finalement, Dagobert fut reconnu.